# Коса (рельеф)

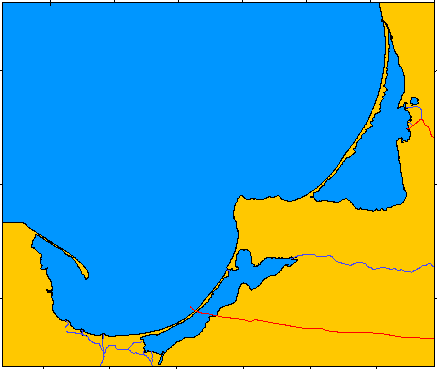
Хельская коса — слева, Балтийская коса — по центру, Куршская коса — справа, на побережье Балтийского моря

Коса́ или стре́лка или пере́сыпь — низкая намывная полоса суши (земли) на берегу водного объекта, соединяющаяся одним концом с берегом (в отличие от не соединяющегося осерёдка).

## Терминология
Косу, отделяющую залив или бухту, называют «пересыпью». Косу, соединяющую остров и материк, называют «томболо» или «переймой». Также и название «стрелка» применяется не только к речным, но и морским видам подобной наносной складчатости (см.примеры ниже).

## Примеры
- Анапская пересыпь (коса) – песчаная коса у города Анапа, отделяющая от Чёрного моря Витязевский лиман, Бугазский лиман, озеро Солёное (Краснодарский край).
- Коса Чушка – коса, отделяющая Таманский залив от Керчь-Еникальского пролива (Краснодарский край).
- Долгая коса – ракушечная коса, отделяющая Таганрогский залив от основной акватории Азовского мора (Краснодарский край).
- Беглицкая коса – песчано-ракушечная коса в Таганрогском заливе Азовского моря (Ростовская область).
- Кривая коса – песчаная коса на северо-восточном побережье Азовского моря (ДНР).
- Белосарайская коса – песчаная коса на северном побережье Азовского моря (ДНР).
- Бердянская коса (Бердянская стрелка) – песчаная коса у города Бердянска, отделяющая Бердянский залив от Азовского моря.
- Обиточная коса (Обиточная стрелка) – песчаная коса на севере Азовского моря, отделяющая от него Обиточный залив.
- Федотова коса (Федотова стрелка) – песчаная коса на севере Азовского моря, отделяющая Утлюкский лиман от Азовского моря.
- Арабатская стрелка (коса) – песчано-ракушечная коса в северо-восточном Крыму, отделяющая Сивашский залив от Азовского моря.
- Коса (пересыпь) Беляус – песчано-ракушечная коса в западном Крыму, разделяющая соленое озеро Донузлав (ранее лиман) и озеро/лиман Бакальское от Каркинитского залива Черного моря.
- Куршская коса – песчаная коса на границе Литвы и России (Калининградская область), отделяющая Куршский залив от Балтийского моря.
- Балтийская коса (Вислинская коса, Фрише-Нерунг) – песчаная коса, отделяющая Вислинский (Калининградский) залив от Балтийского моря.
- Хельская коса – песчаная коса в Польше, отделяющая Пуцкий залив (западная часть Гданьской бухты) от Балтийского моря.
- Коса Фэруэлл[англ.] (Фэруэлл-Спит) – песчаная коса в Новой Зеландии (на северном конце её Южного острова), отделяющая залив Голден-Бей от Тасманова моря[2][3][4].

## Процесс формирования и структура

Один из вариантов процесса формирования косы

Сложена обычно сыпучим материалом (песком, галькой, гравием, ракушей), перемещаемым вдольбереговыми течениями.
Коса образуется в результате перемещения обломочного материала волнами и вдольбереговыми течениями и аккумуляции (отложения) этих наносов в результате огибания потоком наносов выступа берега.
Коса также образуется при одновременном поступлении наносов с двух противоположных сторон. Такая коса выдаётся в открытое море почти перпендикулярно берегу, и её часто называют «стрелкой».